# 长喙凤头鹦鹉
长喙凤头鹦鹉（學名：Cacatua tenuirostris），也称长嘴凤头鹦鹉，是一种中型的凤头鹦鹉。它的头冠和尾都很短小，羽毛以白色为主，只在前额和颈部有少量的红色羽毛，眼圈则为蓝色。在看不到翅膀内侧还有黄色羽毛。上喙长而突出，雄性的喙比雌性略长些。体长大约在38到41厘米，成鸟体重500克左右。

## 分布和习性
长喙凤头鹦鹉基本分布在澳大利亚东南部的维多利亚州和新南威尔士州，澳大利亚内地也有少量分布。栖息地包括森林、草原、农耕区，但通常都会接近水源地。该种群居生活，种群数量可达数百只。食物则包括坚果、种子、水果、蔬菜、昆虫、草根，有时也会觅食玉米等农作物。在觅食时主要利用其长长的上喙在地上挖掘，进食时会有一只鸟在附近的树上担任警戒。它们更喜欢在凉爽的时间出来活动，而天气炎热时则会呆在树荫处乘凉。繁殖期可从7月延续到12月，但大多数个体选择在9到10月间筑巢准备繁殖。鸟巢大多建筑在桉树洞内，因为环境限制有时也建筑在岩壁上，但两种巢都会用腐烂的树木做出柔软的衬里。每次产卵1到4颗，孵化期约为24天，羽化期56天。大约在3、4年时到达性成熟，寿命约为20年。

## 人工养殖
长喙凤头鹦鹉是语言能力最强的凤头鹦鹉之一，但是该种的养殖种较为罕见，价格也较为昂贵。该种被饲养后很活跃，有很强的表演欲望，但另一方面由于咬劲较大也比较容易破坏养殖环境。相较其它凤头鹦鹉，该种不那么吵闹。因此需要定期给其提供树枝、木头啃咬。由于习惯于群居生活，该种也希望得到较多的照料。关养长喙凤头鹦鹉的鸟笼也以较大的为合适，最好将一对鹦鹉一起养殖而不是和其他种类的鸟类一起笼养。否则它们会攻击其他鸟类，同时也可在鸟笼内放置树枝树木供其攀爬，该种喜欢沐浴。人工养殖时可以金丝雀的饲料、谷物、水果喂食。